# The Walkabouts
The Walkabouts es una banda de rock alternativo originaria de Seattle, Estados Unidos, creada en 1984 por los cantantes Carla Torgerson y Chris Eckman.
Sus influencias van desde el folk hasta el country, como Neil Young y Johnny Cash, pero también hereda algo de músicos como Leonard Cohen o Scott Walker.
Como muchos artistas contemporáneos no son profetas en sus tierras, The Walkabouts no han conseguido mucho apoyo comercial en los Estados Unidos, pero ganándose una fuerte corriente de fanes en Europa. Varias veces han conseguido llegar a los puestos más altos en las listas musicales de algunos países europeos, como Grecia o Noruega. Hasta la fecha han sacado veinte discos desde su formación hace más de veinte años.

## Miembros

### Actuales
- Chris Eckman - Voz, guitarra y piano
- Carla Torgerson - Voz y guitarra
- Michael Wells - Bajo
- Glenn Slater - Teclados y piano
- Terri Moeller - Batería

### Antiguos
- Grant Eckman - Batería
- Curt Eckman - Bajo
- Bruce Wirth - Violín, mandolina y guitarra
- John Baker Saunders - Bajo
- Fred Chalenor - Bajo
- Joe Skyward - Bajo
- Brian Young - Batería